# LeFrak City

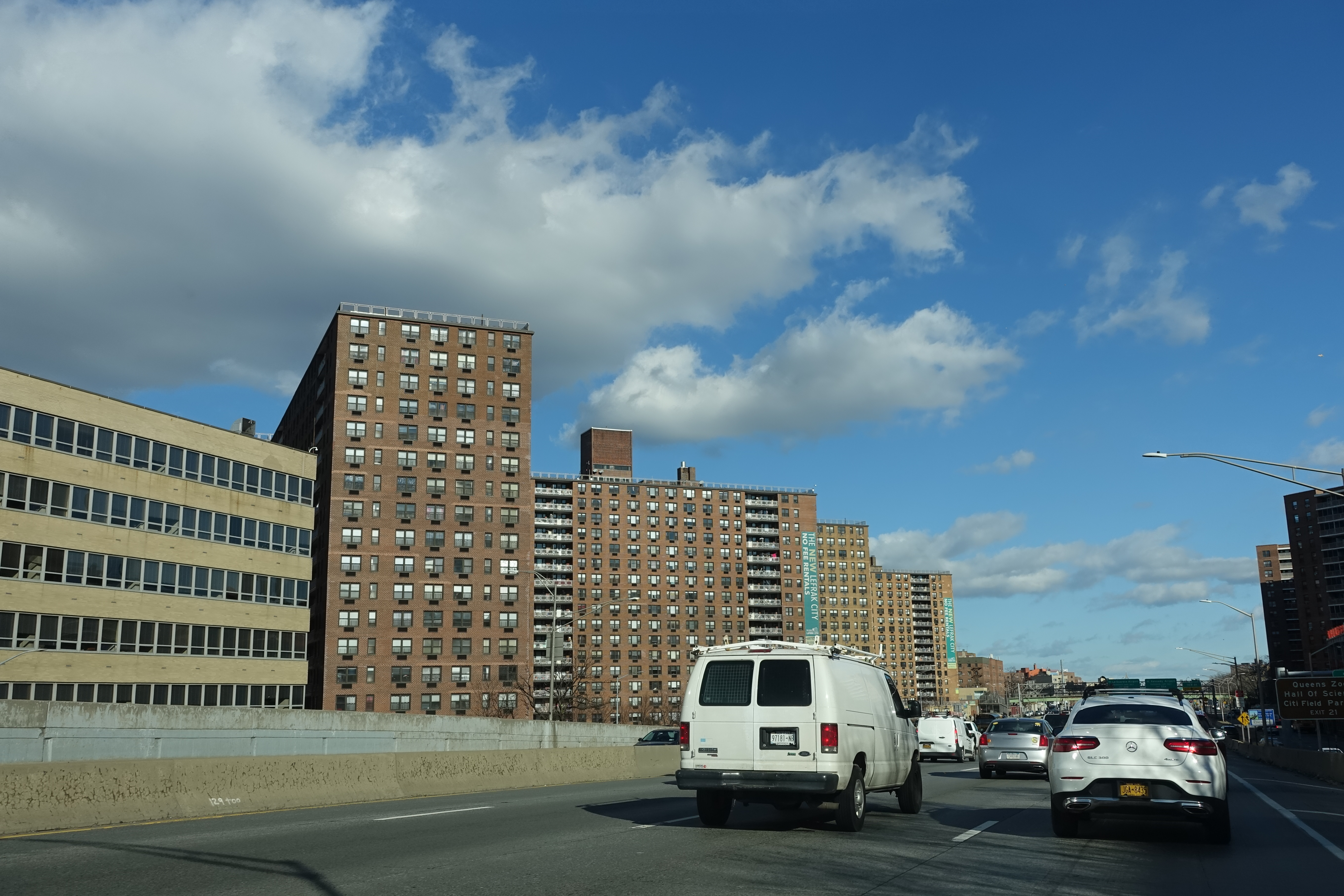
Blick nach Osten auf die Skyline von LeFrak City vom Long Island Expressway oberhalb des Junction Boulevard in Rego Park/Corona

LeFrak City ist ein Wohnkomplex im Stadtviertel Corona im New Yorker Stadtbezirk Queens. Die Anlage wurde zwischen 1962 und 1971 von der LeFrak Organization der Familie LeFrak unter Leitung von Samuel J. LeFrak (1918–2003) errichtet und zählt zu den größten privat finanzierten Wohnprojekten in den USA.

## Lage und Aufbau

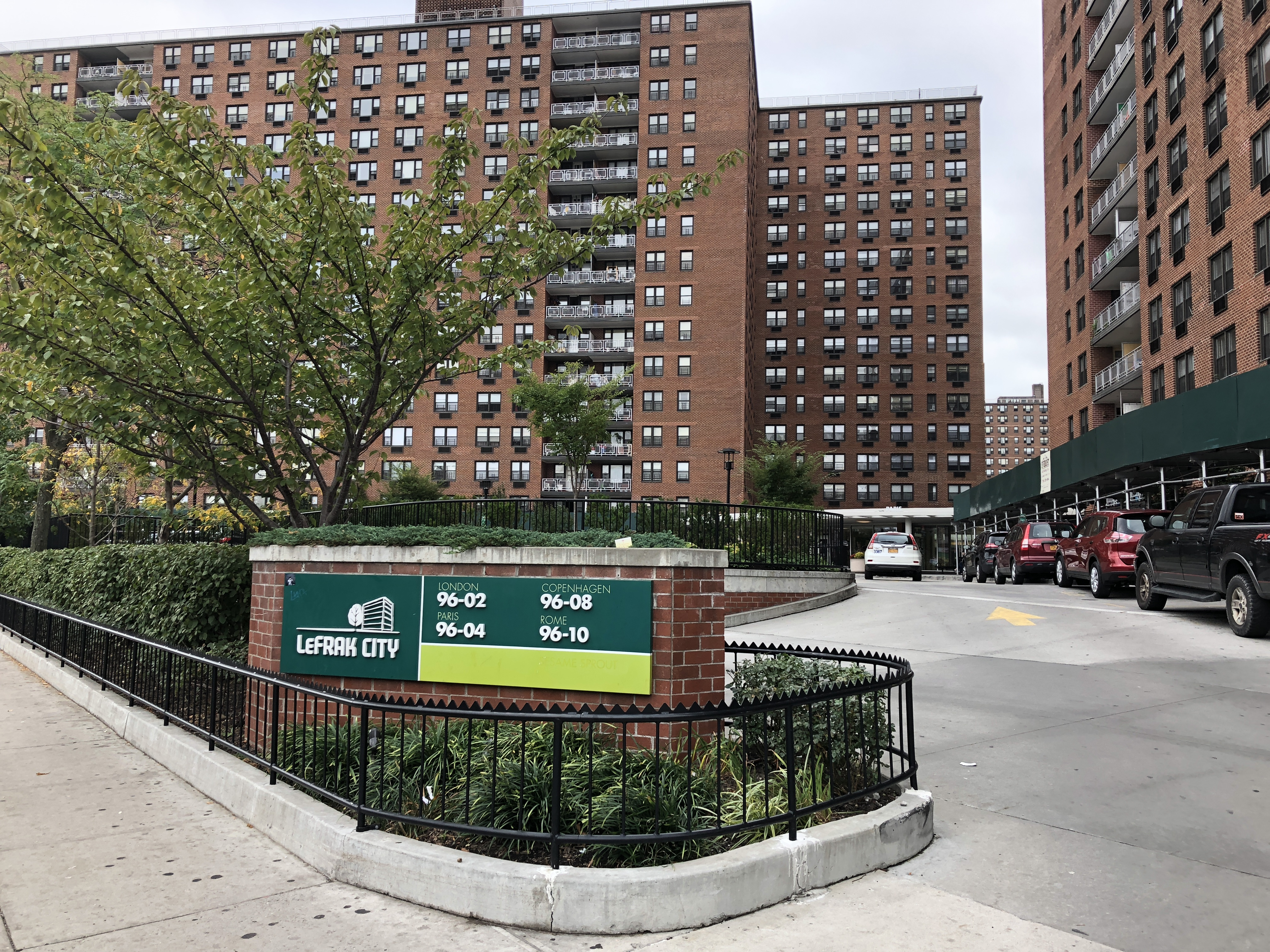
Eingang zu Lefrak City

LeFrak City liegt zwischen Junction Boulevard, 57th Avenue, 99th Street und dem Long Island Expressway (Interstate 495) im südlichen Corona und östlichen Elmhurst. Der Komplex besteht aus zwanzig 17-stöckigen Gebäuden und erstreckt sich über rund 40 Hektar. In den 4.605 Wohnungen leben etwa 14.000 bis 15.000 Menschen. Die Gebäude sind nach Städten oder Ländern benannt und in thematischen Clustern gruppiert, ein Konzept, das während der Weltausstellung 1964 New York World’s Fair entstand.

## Geschichte und Entwicklung
Das Bauprojekt entstand auf zuvor unbebautem Marschland, das von einem kleinen Bach namens Horse Brook durchzogen war. Ziel war es, erschwinglichen und modernen Wohnraum für die Mittelklasse zu schaffen, insbesondere für Pendler, die sich Manhattan nicht leisten konnten oder wollten. Die Wohnungen waren bei Fertigstellung schnell vermietet, da sie mit moderner Ausstattung und günstigen Mieten überzeugten.
In den 1970er Jahren erlebte LeFrak City einen Wandel: Nach einer Phase des sozialen Umbruchs und White flight wurde die Bewohnerstruktur multikulturell. Heute ist der Komplex für seine Vielfalt und eine hohe Belegungsrate von etwa 98 Prozent bekannt.

## Städtebauliches Konzept
Die LeFrak Organization wollte mit LeFrak City nicht nur Wohnungen bauen, sondern ein neues Lebenskonzept etablieren. Die Gebäude sind in fünf X-förmigen Blöcken mit jeweils vier Häusern angeordnet, die sich um gemeinschaftliche Innenhöfe gruppieren. Diese Grünflächen dienen als Treffpunkte und sollen das Gemeinschaftsgefühl fördern. LeFrak City gilt als Meilenstein der Stadtentwicklung in New York und als Vorbild für moderne, erschwingliche Wohnanlagen. Die Anlage verbindet städtisches Leben mit Freizeit- und Versorgungsmöglichkeiten.

## Ausstattung und Infrastruktur
LeFrak City bietet zahlreiche Annehmlichkeiten: Spiel- und Sitzbereiche, Sportplätze, ein Schwimmbad, eine Filiale der Queens Borough Public Library, ein Postamt, zwei Bürogebäude, Einkaufsmöglichkeiten und über 3500 Parkplätze. Im Jahr 2017 wurde ein Renovierungsprojekt abgeschlossen, das unter anderem Solarpaneele, neue Spielplätze, barrierefreie Zugänge und modernisierte Fassaden umfasste.
Die Nahverkehrsanbindung erfolgt über Buslinien der MTA. Fußläufig erreichbare U-Bahnhöfe der New York City Subway sind 63rd Drive–Rego Park und Woodhaven Boulevard südlich und südwestlich von LeFrak City an der IND Queens Boulevard Line, in denen an Werktagen tagsüber die Linien  halten, zu anderen Zeiten weitere Linien. Nördlich liegt der U-Bahnhof 103rd Street–Corona Plaza an der IRT Flushing Line mit der Linie . In unmittelbarer Nachbarschaft, zwischen LeFrak City und dem Queens Boulevard, stehen die Einkaufszentren Queens Center Mall und Rego Park Mall.

## Bekannte Bewohner
Zu den prominenten Bewohnern von LeFrak City zählen unter anderem die Rapper Noreaga und Akinyele, der Basketballspieler Kenny Anderson und Modedesigner Telfar Clemens.
In der Fernsehserie King of Queens werden die fiktiven Charaktere Kelly Palmer und Deacon Palmer als in LeFrak City lebend beschrieben.